# 桑原哲也
桑原 哲也（くわばら てつや、1946年 - 2014年10月14日）は、岐阜県出身の経営学者。神戸大学名誉教授。経営学博士（神戸大学）。専攻：経営史、国際経営。

## 略歴
- 1946年 岐阜県安八郡に生まれる。
- 2014年10月14日 滋賀県大津市にて死去。

### 学歴
- 1965年（昭和40年） 私立名古屋高等学校卒。
- 1969年（昭和44年） 長崎大学経済学部卒。
- 1970年（昭和45年） 同専攻科修了。
- 1972年（昭和47年） 神戸大学大学院経営学研究科修士課程修了。
- 1976年（昭和51年） シラキュース大学経営大学院MBA課程修了。
- 1978年（昭和53年） 神戸大学大学院経営学研究科博士課程単位修得
- 1993年（平成5年） 経営学博士（神戸大学、学位論文『戦前期日本紡績企業の中国投資に関する比較経営史的研究』）

### 職歴
- 1976年（昭和51年） 京都産業大学経営学部助手
- 1978年（昭和53年） 同専任講師
- 1981年（昭和56年） 同助教授
- 1988年（昭和63年） 同教授
- 1995年（平成7年） 京都産業大学退職、神戸大学経営学部教授
- 1999年（平成11年） 同大学院経営学研究科教授（組織変更）
- 2010年（平成22年） 同定年退職（3月31日付け）。神戸大学名誉教授（4月1日付け）。福山大学経済学部教授（同）。

## 主な著述

### 研究論文
- 『日本における近代的工場管理の形成ー鐘淵紡績会社、武藤山治「回章」の分析にもとづいてー』、1992年、京都産業大学。
- 『日本における工場管理の近代化』 1996年。科学研究費助成事業。
- 『初期多国籍企業の対日投資：J.&P.コーツ、1907～49年』（The Japanese Operation of Early Multinationals: J.&P.Coats, 1907-49）、2000年05月。『国民経済雑誌』、神戸大学。
- 『在華紡の盛衰:1920-40年代における内外綿の分析』、1999-2002年。神戸大学。
- 『初期多国籍企業の対日投資と民族企業: シンガーミシンと日本のミシン企業、1901年～1960年代』（Pioneering Multinationals' Investment in Japan and Native Firms: Singer Sewing Machine Co.and Japanese Business, 1901-1960s）、2002年05月。『国民経済雑誌』、神戸大学。
- 『外国企業の対日投資と在日経営に関する経営史的研究』、2004-2006年。神戸大学。
- 『第二次世界大戦後の多国籍企業の対日投資過程』（Historical Process of Foreign Multinationals in Japan in the Post WWII Days）、2007年7月。『国民経済雑誌』、神戸大学。
- 『多国籍企業の対日投資と製品ライフサイクル：J.&P.コーツ、1907～1973年』（Foreign Multinationals' Direct Investment in Japan and Product Lifecycles: J.&P.Coats, 1907-1973）、2008年8月。『国民経済雑誌』、神戸大学。
- 『日本における近代的工場管理の形成：鐘淵紡績会社武藤山治の組織革新、1900～07年』（The Development of Modern Mill Management in Japan : The Organizational Innovation by Sanji Mutou at Kanagafuchi Cotton Spinning Co., 1900-07）、2010年。京都産業大学。
- 『高度成長期の外資系企業の経営史的研究』、2011-2014年。神戸大学。

### 報告文献
- 『成功する外資系企業：日本は閉鎖的であるという神話と、歴史的事実』（Success of Foreign Multinationals in Japan : Myth of the Closed Market）、2007年7月。ジェイムズ・アベグレン講演録。

## 関連文献
- 『桑原哲也教授を偲ぶ』、入谷純、2015年。福山大学経済学論集、福山大学。

| スタブアイコン | サブスタブ | この項目は、まだ閲覧者の調べものの参照としては役立たない、人物に関連した書きかけの項目です。この項目を加筆・訂正などしてくださる協力者を求めています（P:人物伝/PJ:人物伝）。 |